# Retzien
Le Retzien est une culture archéologique du Mésolithique final, documentée entre environ 5600 et 5200 av. J.-C. dans l'Ouest de la France. Elle a subi l'influence des premières cultures néolithiques arrivées dans la région.

## Historique
Le nom du Retzien provient des découvertes effectuées dans les années 1970 sur des sites côtiers situés au sud de Nantes, dans le pays de Retz, par Roger Joussaume, Jean-Georges Rozoy et Michel Tessier, qui notèrent une évolution du mode de fabrication des pointes de flèches.

## Extension géographique
Le Retzien s'est développé dans l'espace de transition situé entre l'estuaire de la Loire et le marais poitevin et possède donc une aire d'extension centrée sur la Loire-Atlantique et la Vendée . Elle couvre également les départements actuels de Maine-et-Loire, Indre-et-Loire, Deux-Sèvres et Vienne.[réf. nécessaire]

## Description
Bien que proche géographiquement du Téviecien de Bretagne intérieure, le Retzien s’en distingue par quelques éléments techniques (amincissement des outils par retouches rasantes, adaptation de nouveaux outils venus de cultures néolithiques voisines).

## Analyse
Les porteurs du Retzien sont des chasseurs-cueilleurs soumis aux influences des premiers agriculteurs du Néolithique, arrivés sur le territoire depuis le Sud. Le Retzien s'intercale ainsi entre le Téviecien, purement mésolithique, et les nouvelles cultures néolithiques en provenance du bassin méditerranéen. On note de multiples aller-retours entre systèmes et la cohabitation de plusieurs techniques de production.

## Quelques sites
Le Retzien est connu sur plus de quarante sites, dont peu ont été fouillés. Parmi ces derniers, le site de la Gilardière, à Pornic, a été daté de 5600 à 5200 av. J.-C.
Le site de l’Essart, à Poitiers, est apparenté au Retzien. Il témoigne d’un habitat peut-être destiné à la conservation des prises (fumage des poissons ou dépeçage du gibier). La céramique imprimée s’y répand vers 5400 av. J.-C..
Autres sites : Puy-Albert, pointe Saint-Gildas (Préfailles, Loire-Atlantique), pointe du Payré.